# Betreuungsbehörde
Die Betreuungsbehörden (auch Betreuungsstellen genannt) sind in Deutschland in ihrem jeweiligen Bundesland im Bereich der Betreuungen (bis 1992: Vormundschaft und Pflegschaft) für Volljährige zuständig.

## Allgemeines
Nach dem Recht vor Inkrafttreten des Betreuungsgesetzes am 1. Januar 1992 waren die Behördenaufgaben im Bereich der Vormundschaft und Pflegschaft für Volljährige den Jugendämtern zugewiesen (§ 54 a JWG a. F.). Die Zuordnung der Aufgaben zum Jugendamt wurde insbesondere von erwachsenen Menschen als unangemessen und diskriminierend empfunden. Gleichzeitig haben auch die Mitarbeiter der Jugendämter die Zuständigkeit ihrer Behörde als überfordernd erlebt, da Kinder und Jugendliche und Erwachsene eine sehr unterschiedliche Art fachlicher Begleitung benötigen. Im Rahmen des Betreuungsgesetzes, das im Wesentlichen andere Gesetze änderte (BGB, FGG usw.), wurde auch ein eigenständiges Gesetz für behördliche Aufgaben im Bereich des 1992 eingeführten Betreuungsrechts geschaffen, das Betreuungsbehördengesetz (BtBG). Zum 1. Januar 2023 wurde es durch das Betreuungsorganisationsgesetz (BtOG) abgelöst.

## Errichtung
Es ist Aufgabe der Bundesländer zu bestimmen, welche Behörde auf örtlicher Ebene in Betreuungsangelegenheiten zuständig ist. In ihren Ausführungsgesetzen haben nahezu alle Flächenländer auf örtlicher Ebene die Landkreise und kreisfreien Städte mit der Aufgabenwahrnehmung betraut. In den Stadtstaaten gab es wegen ihrer besonderen Verwaltungsstruktur entsprechende Sonderregelungen (Berlin: Bezirksämter; Bremen: Amt für soziale Dienste; Bremerhaven: Magistrat; Hamburg: keine Regelung im Landesrecht, jedoch Aufgabenwahrnehmung durch die Behörde für Arbeit, Gesundheit und Soziales). Die zuständigen Behörden auf örtlicher Ebene tragen teilweise die Bezeichnung „Betreuungsstelle“ (Bayern, Hessen, Niedersachsen, Nordrhein-Westfalen) oder „Betreuungsbehörde“ (Brandenburg, Sachsen-Anhalt). Sie sind häufig (weiterhin) Teil der Jugendämter, zum Teil auch bei Sozial- oder Gesundheitsämtern angesiedelt; nur in wenigen Großstädten gibt es eigene Betreuungsämter.

## Aufgaben
Man kann die Aufgaben wie folgt unterteilen:
- Aufgaben im Vorfeld von Betreuungen (Beratung und Unterstützung von Betreuern; Mitwirkung bei der Aus- und Fortbildung von Betreuern)
- Betreuungsgerichtshilfe (Sachverhaltsermittlung für das Gericht, Benennung von Betreuern gegenüber dem Gericht, Beschwerderechte gegen Gerichtsentscheidungen, Vorführungsaufgaben)
- öffentliche Beglaubigung von Unterschriften und Handzeichen unter Vorsorgevollmachten und Betreuungsverfügungen (neu ab 1. Juli 2005)
- Führung von Betreuungen (und seit 1. Juli 2005 auch Verfahrenspflegschaften) durch Mitarbeiter der Betreuungsbehörde
- Seit 1. Januar 2023 die Registrierung von Berufsbetreuern
- zusätzliche Aufgaben nach Landesrecht (z. B. Organisation örtlicher Betreuungsarbeitsgemeinschaften)

## Bestellung zum Behördenbetreuer
Beschäftigte von Betreuungsbehörden können zum Behördenbetreuer bestellt werden (§ 1818 Abs. 2 BGB). Behördenbetreuer kann nur sein, wer in einem Dienst- oder Arbeitsverhältnis zu einer Betreuungsbehörde bzw. deren Trägerkörperschaft (meist Kommune) steht. Grundsätzlich gelten für Behördenbetreuer die gleichen rechtlichen Bedingungen wie für andere Betreuer. Allerdings wird bei Behördenbetreuern kein Einführungsgespräch beim Betreuungsgericht geführt (§ 289 FamFG).
Behördenbetreuer haben genau wie die nächsten Familienangehörigen den Status des „befreiten Betreuers“, vgl. § 1859 BGB. Dies bedeutet, dass die meisten betreuungsgerichtlichen Genehmigungserfordernisse bei der Geldanlage nicht gelten. Auch sind sie während der Betreuung von der jährlichen Rechnungslegungspflicht befreit.
Das Betreuungsgericht kann jedoch im Einzelfall den Status des „befreiten“ Betreuers entziehen; in einem solchen Falle ist auch der Behördenbetreuer verpflichtet, die genannten Pflichten zu erfüllen. Gegen Behördenbetreuer kann kein Zwangsgeld festgelegt werden. Außerdem kann Geld des Betreuten bei der Trägerkörperschaft angelegt werden.

### Behördenbetreuer ist auf Verlangen der Behördenleitung zu entlassen
Zu den Rechten der Betreuungsbehördenleitung gehört es, die Entlassung des Behördenbetreuers beim Betreuungsgericht zu beantragen (§ 1868 Abs. 6 S. 3 BGB). Allerdings können diese Betreuungen vom bisherigen Behördenbetreuer als Einzelbetreuer weitergeführt werden, wenn dies dem Wohl des Betreuten nicht widerspricht und der Betreuer damit einverstanden ist.
Beamte benötigen zur Weiterführung einer solchen Betreuung eine Nebentätigkeitsgenehmigung nach dem jeweils für sie geltenden Beamtengesetz in Verbindung mit § 1784 BGB. Dies gilt auch dann, wenn die Betreuung ehrenamtlich geführt wird. Inzwischen sehen die meisten Landesbeamtengesetze und das Bundesbeamtengesetz allerdings bei ehrenamtlich geführten Betreuungen keine Genehmigungs-, sondern nur noch eine Anzeigepflicht vor. Das Gleiche gilt für Tarifbeschäftigte des öffentlichen Dienstes.

### Vergütungsanspruch des Behördenbetreuers
Wird ein Behördenbetreuer bestellt, hat nicht dieser einen Vergütungsanspruch. Die Betreuervergütung steht beim Behördenbetreuer der Betreuungsbehörde zu. Es besteht nur ausnahmsweise eine Möglichkeit zur Gewährung einer Ermessensvergütung, wenn der Betreute nicht mittellos ist (§ 8 VBVG – Vormünder- und Betreuervergütungsgesetz). Ansonsten besteht bei nicht mittellosen Betreuten ein Anspruch auf Aufwendungsersatz.
Die Tätigkeit als Behördenbetreuer zählt nach der Rechtsprechung des Bundesarbeitsgerichtes als schwierige Tätigkeit nach den Eingruppierungsvorschriften für den Sozial- und Erziehungsdienst. Dies bedeutet eine Eingruppierung nach TVöD SuE 12.

### Betreuungsbehörde kann ausnahmsweise als Betreuer bestellt werden
Sofern die Betreuung durch eine oder mehrere natürliche Personen (ehrenamtliche oder berufliche Betreuer) und durch einen Betreuungsverein nicht möglich ist, kann auch die Betreuungsbehörde selbst zum Betreuer bestellt werden (§ 1900 Abs. 4 BGB). Die Betreuungsbehörde hat somit die Pflicht, die Betreuung zu übernehmen, wenn keine andere Möglichkeit zur Betreuungsübernahme vorhanden ist. In diesem Falle hat die Betreuungsbehörde keinen Vergütungsanspruch (§ 1836 Abs. 3 BGB), lediglich bei nicht mittellosen Betreuten Anspruch auf Aufwendungsersatz (§ 1835 Abs. 5 BGB). Eine Sterilisationsbetreuung darf nicht auf die Behörde übertragen werden (§ 1900 Abs. 5 BGB).